# De wachter (Boris Tellegen)
De wachter is een beeld, ontworpen door Boris Tellegen, in Amsterdam-Zuid, dat waakt over/wacht bij een plaatselijke kindercampus.
In 2016 werd het beeld geplaatst op haar definitieve plek aan de Antonio Vivaldistraat in Amsterdam-Zuid aan de Zuidas. De wachter is een "standbeeld" gemaakt van gegalvaniseerd staal en roestvrij staal dat er op het eerste oog uitziet als een voormalige poortwachter aan de poorten van Amsterdam. Naderbij komend blijkt, behalve de twee stevige poten, er een gemankeerde wachter te staan. Vanaf het middel is de structuur als uit een fantasie van een half mens/half machine, waarbij onderdelen geen enkele binding met elkaar hebben, anders dan dat ze aan elkaar zitten, aldus het artikel in Het Parool in november 2016.
De kunstenaar zelf omschreef het als "een kind leunend tegen een schoolmuur", toen het nog tegen de campus aanstond (2015). Sinds november 2016 staat het beeld zelfstandig.